# Epiblastus schultzei
Lan dạ bích đỏ nhạt (danh pháp hai phần: Epiblastus schultzei) là một loài thực vật có hoa trong họ Lan. Loài này được Schltr. mô tả khoa học đầu tiên năm 1922.